# Молочай пашенный
Молоча́й па́шенный, или Молоча́й полево́й (лат. Euphorbia agraria) — многолетнее травянистое растение, вид рода Молочай (Euphorbia) семейства Молочайных (Euphorbiaceae).

## Ботаническое описание
Травянистое растение высотой 25—90 см, сизоватого цвета. Стебли многочисленные, прямостоячие, с полосами, с густой листвой. В верхней части стебля располагается 4—18 (24) пазушных цветоноса. Нижняя часть более простая, лишь редко с несколькими ветвями. Корень ползучий.
Листья упругие, сидячие, треугольно-яйцевидной или продолговатой формы, длиной 2,2—5,5 см и шириной (0,8) 1,5—2,5 см, тупые, зазубренные по узко-хрящеватым краям, с жилками, на не цветущих ветвях имеют эллиптическую форму.
Соцветие щитковидное, на верхушке располагается (6) 8—12 тонких цветоносов. Бокальчик колокольчатый, достигает 2,5—3 мм в длину, внутри мохнатый, лопасти яйцевидной формы, ресничные. Нектарники полулунные. Столбики составляют 1,5—2 мм в длину, толсто двулопастные. Трёхорешник яйцевидной формы, с глубокими бороздами. Семена яйцевидной формы, придаток конический, светло-коричневого цвета, длина 2,75—3,75 мм, ширина 1,75—2,75 мм. Цветение длится с конца мая и до начала сентября. Плодоносит с июня по сентябрь.
Вид описан из Крыма. Тип в Санкт-Петербурге.

## Экология и распространение
Молочай пашенный произрастает в степях, каменистых склонах гор и сорных местах. Ядовитое растение. Распространён на юге и юго-востоке Европы, в Крыму и на Кавказе.

## Значение и применение
Скотом не поедается. Подозрительно на ядовитость.

## Классификация
Вид Молочай пашенный входит в род Молочай (Euphorbia) семейство Молочайные (Euphorbiaceae).
|  |                  |  |                     |                          |                          |  | ещё 45 порядков покрытосеменных (согласно Системе APG II) | ещё 45 порядков покрытосеменных (согласно Системе APG II) |                                           |  |  |  | ещё около 300 родов | ещё около 300 родов  |  |  |
|  |                  |  |                     |                          |                          |  | ещё 45 порядков покрытосеменных (согласно Системе APG II) | ещё 45 порядков покрытосеменных (согласно Системе APG II) |                                           |  |  |  | ещё около 300 родов | ещё около 300 родов  |  |  |
|  |                  |  |                     | отдел Цветковые растения |                          |  |                                                           |                                                           | семейство Молочайные                      |  |  |  |                     | вид Молочай пашенный |  |  |
|  |                  |  |                     | отдел Цветковые растения |                          |  |                                                           |                                                           | семейство Молочайные                      |  |  |  |                     | вид Молочай пашенный |  |  |
|  | царство Растения |  |                     |                          | порядок Мальпигиецветные |  |                                                           |                                                           | род Молочай                               |  |  |  |                     |                      |  |  |
|  | царство Растения |  |                     |                          |                          |  |                                                           |                                                           |                                           |  |  |  |                     |                      |  |  |
|  |                  |  | ещё около 21 отдела | ещё около 21 отдела      |                          |  |                                                           | ещё 36 семейств (согласно Системе APG II)                 | ещё 36 семейств (согласно Системе APG II) |  |  |  | ещё около 500 видов |                      |  |  |
|  |                  |  |                     | ещё около 21 отдела      |                          |  |                                                           |                                                           | ещё 36 семейств (согласно Системе APG II) |  |  |  |                     |                      |  |  |